# 茂菅駅
茂菅駅（もすげえき）は、かつて長野県長野市茂菅に存在した善光寺白馬電鉄の駅（廃駅）である。同線の廃止に伴い廃駅となった。

## 歴史
- 1936年（昭和11年）11月22日：南長野 - 善光寺温泉東口間の開通により開業。
- 1944年（昭和19年）1月10日：善光寺白馬電鉄の休線により休止。
- 1969年（昭和44年）7月9日：善光寺白馬電鉄の廃線により廃止。

## 駅構造
単式ホーム1面1線を有する地上駅であった。

## 現状
現在ではホーム跡の石垣が残されており、ホームの上は道路となっている。

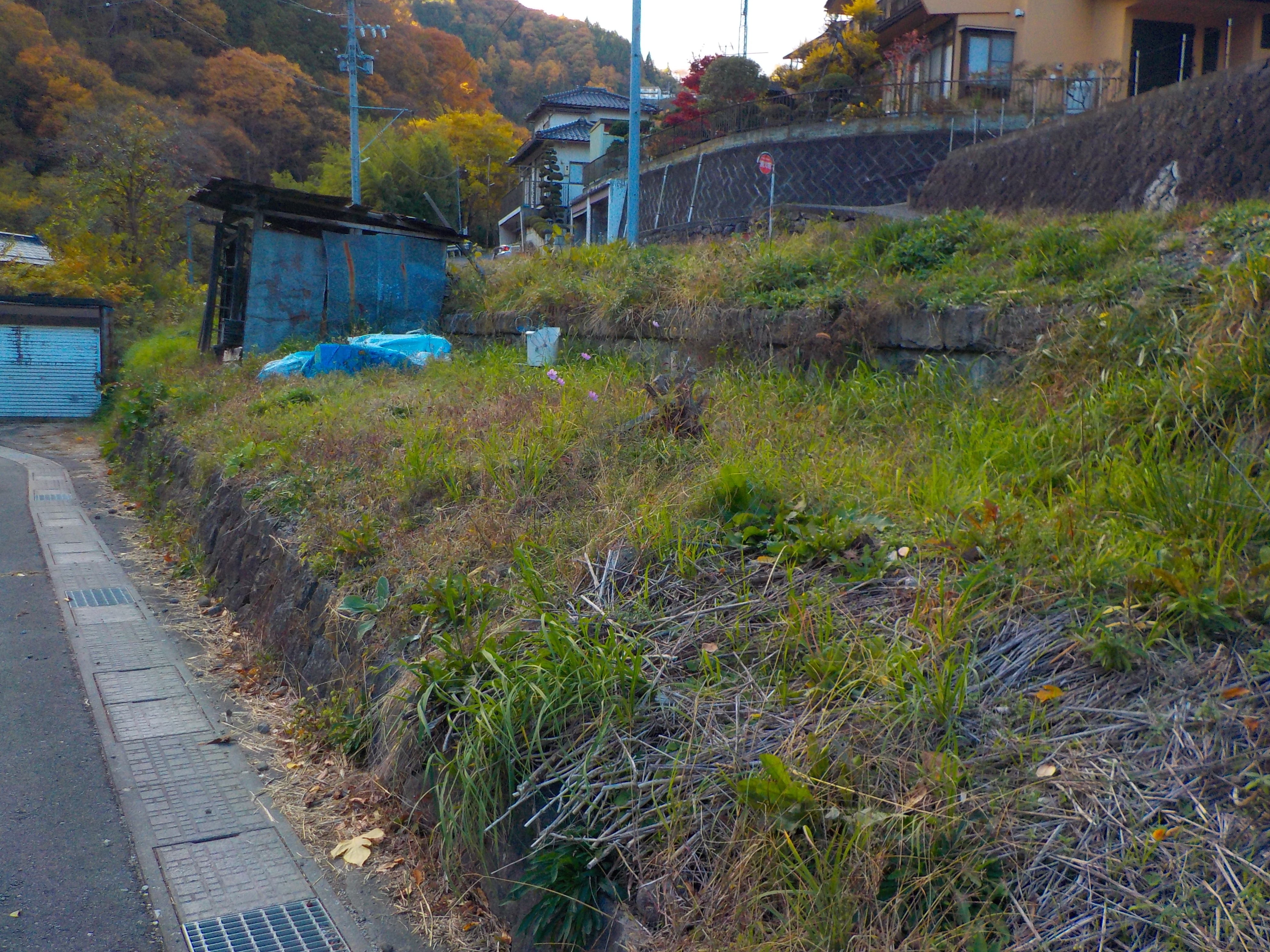
茂菅駅跡（2021年11月）
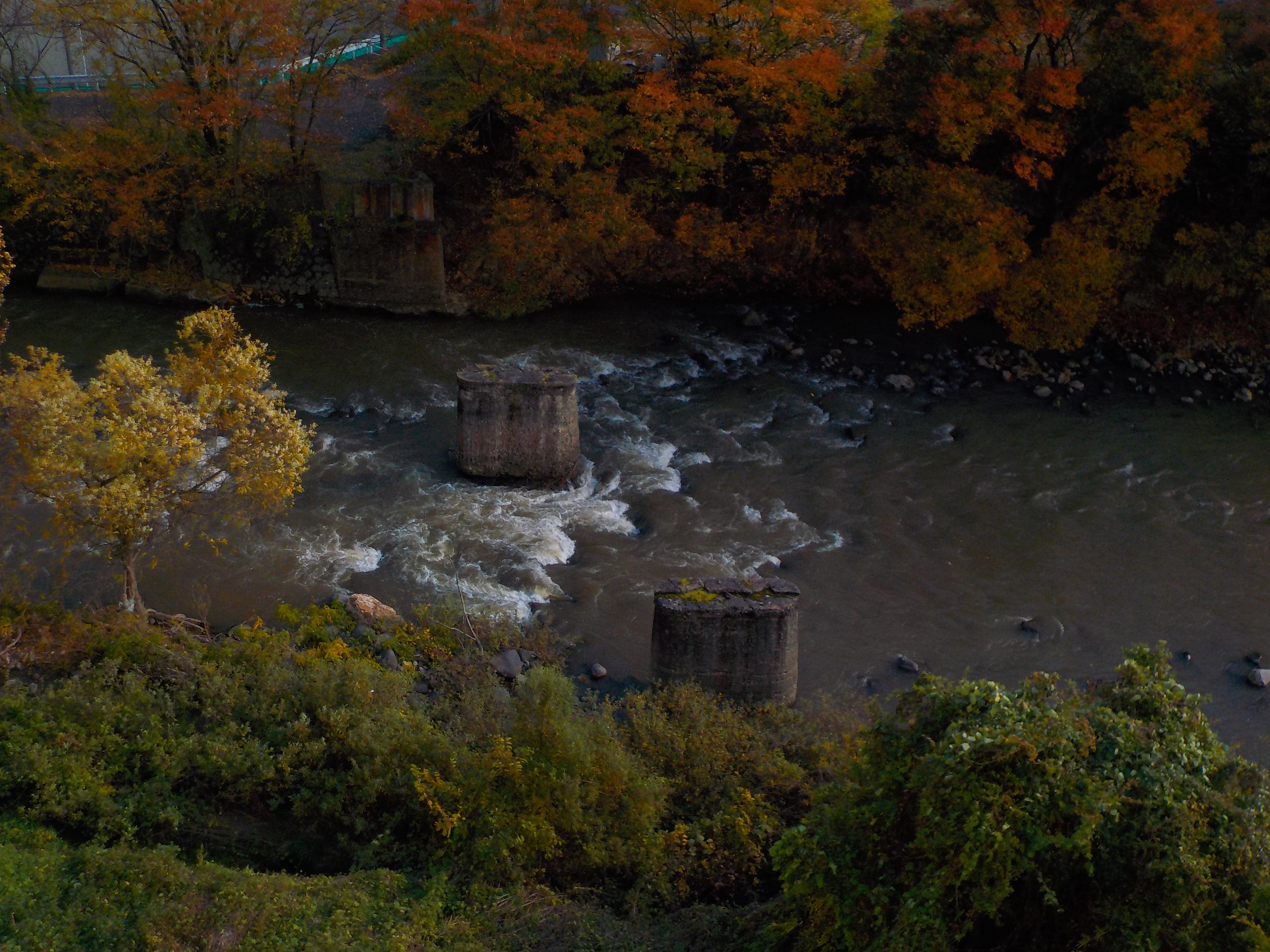
裾花川の第ニ鉄橋跡（2021年11月）

## 駅周辺
- 国道406号
- 長野県道76号長野戸隠線
- 裾花川

## 隣の駅
善光寺白馬電鉄
信濃善光寺駅 - 茂菅駅 - 善光寺温泉駅